# Igreja Presbiteriana Unida Coreana de São Paulo
A Igreja Presbiteriana Unida Coreana de São Paulo, também conhecida como Igreja Yonhap é uma igreja local reformada, federada a Igreja Presbiteriana Coreana no Exterior (KPCA), fundada em São Paulo em 1968 por famílias de imigrantes coreanos.

## História
A partir da segunda metade do século XX muitos coreanos fugiram de seu país de origem para outros, visto a ocorrência da Guerra da Coreia. Muitos desses coreanos vieram para o Brasil, sendo que uma das principais cidades onde se fixaram foi São Paulo. A Imigração coreana no Brasil trouxe também os hábitos e cultura dos coreanos para as regiões onde se instalaram. Uma das maiores religiões na Coreia do Sul é o Presbiterianismo. De forma que com a chegada dos imigrantes, foram fundadas várias igrejas presbiterianas coreanas no Brasil. Em 1976 foi fundada a Igreja Presbiteriana Coreana Filadélfia de São Paulo e depois dela várias outras denominações presbiterianas coreanas foram organizadas no país.
Assim sendo, uma das primeiras igrejas a se formar foi a Igreja Presbiteriana Unida Coreana de São Paulo, em 1968, por seis famílias presbiterianas coreanas. Desde então, esta tem representado a comunidade coreana presbiteriana no Brasil junto com a Igreja Presbiteriana Antioquia, entre outras.
A igreja e possui um projeto de expansão de sua sede para um complexo que possa atender obras transculturais de missões não somente entre coreanos, mas também aproximar-se da população brasileira em geral.

## Localização
A sede da Igreja Yonhap está localizada na rua Solon, no bairro do Bom Retiro e São Paulo.

## Relações Inter-eclesiásticas
Em 2011 a Igreja Presbiteriana Unida Coreana de São Paulo enviou auxílio as vítimas das enchentes no Rio de Janeiro.  A igreja realiza obras missionárias e evangelísticas no Brasil. Em julho de 2014, a igreja participou da Jornada Missionária no município de Carira, Sergipe em conjunto com a Igreja Presbiteriana do Brasil.
Como parte da Igreja Presbiteriana Coreana no Exterior(KPCA) recomenda para a formação de seus ministros no país o Seminário Teológico Presbiteriano Reverendo José Manoel da Conceição, também conhecido como Seminário JMC, que é dos oito seminários oficiais da Igreja Presbiteriana do Brasil.